# Danh sách tiểu hành tinh: 6501–6600
| Tên                   | Tên đầu tiên | Ngày phát hiện       | Nơi phát hiện          | Người phát hiện                                        |
| --------------------- | ------------ | -------------------- | ---------------------- | ------------------------------------------------------ |
| 6501 Isonzo           | 1993 XD      | 5 tháng 12 năm 1993  | Farra d'Isonzo         | Farra d'Isonzo                                         |
| 6502                  | 1993 XR1     | 6 tháng 12 năm 1993  | Kushiro                | S. Ueda, H. Kaneda                                     |
| 6503                  | 1994 CP      | 4 tháng 2 năm 1994   | Kushiro                | S. Ueda, H. Kaneda                                     |
| 6504 Lehmbruck        | 4630 P-L     | 24 tháng 9 năm 1960  | Palomar                | C. J. van Houten, I. van Houten-Groeneveld, T. Gehrels |
| 6505 Muzzio           | 1976 AH      | 3 tháng 1 năm 1976   | El Leoncito            | Felix Aguilar Observatory                              |
| 6506 Klausheide       | 1978 EN10    | 15 tháng 3 năm 1978  | Palomar                | S. J. Bus                                              |
| 6507                  | 1982 QD      | 18 tháng 8 năm 1982  | Kleť                   | Z. Vávrová                                             |
| 6508 Rolčík           | 1982 QM      | 22 tháng 8 năm 1982  | Kleť                   | A. Mrkos                                               |
| 6509                  | 1983 CQ3     | 12 tháng 2 năm 1983  | La Silla               | H. Debehogne, G. DeSanctis                             |
| 6510 Tarry            | 1987 DF      | 23 tháng 2 năm 1987  | Palomar                | C. S. Shoemaker, E. M. Shoemaker                       |
| 6511 Furmanov         | 1987 QR11    | 27 tháng 8 năm 1987  | Nauchnij               | L. I. Chernykh                                         |
| 6512 de Bergh         | 1987 SR1     | 21 tháng 9 năm 1987  | Anderson Mesa          | E. Bowell                                              |
| 6513                  | 1987 UW1     | 28 tháng 10 năm 1987 | Kushiro                | S. Ueda, H. Kaneda                                     |
| 6514 Torahiko         | 1987 WY      | 25 tháng 11 năm 1987 | Geisei                 | T. Seki                                                |
| 6515 Giannigalli      | 1988 MG      | 16 tháng 6 năm 1988  | Palomar                | E. F. Helin                                            |
| 6516 Gruss            | 1988 TC2     | 3 tháng 10 năm 1988  | Kleť                   | A. Mrkos                                               |
| 6517 Buzzi            | 1990 BW      | 21 tháng 1 năm 1990  | Palomar                | E. F. Helin                                            |
| 6518 Vernon           | 1990 FR      | 23 tháng 3 năm 1990  | Palomar                | E. F. Helin                                            |
| 6519 Giono            | 1991 CX2     | 12 tháng 2 năm 1991  | Haute Provence         | E. W. Elst                                             |
| 6520 Sugawa           | 1991 HH      | 16 tháng 4 năm 1991  | Kiyosato               | S. Otomo, O. Muramatsu                                 |
| 6521 Pina             | 1991 LC1     | 15 tháng 6 năm 1991  | Palomar                | E. F. Helin                                            |
| 6522 Aci              | 1991 NQ      | 9 tháng 7 năm 1991   | Palomar                | E. F. Helin                                            |
| 6523 Clube            | 1991 TC      | 1 tháng 10 năm 1991  | Siding Spring          | R. H. McNaught                                         |
| 6524 Baalke           | 1992 AO      | 9 tháng 1 năm 1992   | Palomar                | E. F. Helin                                            |
| 6525 Ocastron         | 1992 SQ2     | 20 tháng 9 năm 1992  | Wrightwood             | J. B. Child, G. Fisch                                  |
| 6526 Matogawa         | 1992 TY      | 1 tháng 10 năm 1992  | Kitami                 | K. Endate, K. Watanabe                                 |
| 6527 Takashiito       | 1992 UF6     | 31 tháng 10 năm 1992 | Yakiimo                | A. Natori, T. Urata                                    |
| 6528 Boden            | 1993 FL24    | 21 tháng 3 năm 1993  | La Silla               | UESAC                                                  |
| 6529 Rhoads           | 1993 XR2     | 14 tháng 12 năm 1993 | Palomar                | Palomar                                                |
| 6530 Adry             | 1994 GW      | 12 tháng 4 năm 1994  | Colleverde             | V. S. Casulli                                          |
| 6531 Subashiri        | 1994 YY      | 28 tháng 12 năm 1994 | Oizumi                 | T. Kobayashi                                           |
| 6532 Scarfe           | 1995 AC      | 4 tháng 1 năm 1995   | Climenhaga             | D. D. Balam                                            |
| 6533 Giuseppina       | 1995 DM1     | 24 tháng 2 năm 1995  | Catalina Station       | C. W. Hergenrother                                     |
| 6534                  | 1995 DT1     | 24 tháng 2 năm 1995  | Catalina Station       | T. B. Spahr                                            |
| 6535 Archipenko       | 3535 P-L     | 17 tháng 10 năm 1960 | Palomar                | C. J. van Houten, I. van Houten-Groeneveld, T. Gehrels |
| 6536 Vysochinska      | 1977 NK      | 14 tháng 7 năm 1977  | Nauchnij               | N. S. Chernykh                                         |
| 6537 Adamovich        | 1979 QK6     | 19 tháng 8 năm 1979  | Nauchnij               | N. S. Chernykh                                         |
| 6538 Muraviov         | 1981 SA5     | 25 tháng 9 năm 1981  | Nauchnij               | L. I. Chernykh                                         |
| 6539 Nohavica         | 1982 QG      | 19 tháng 8 năm 1982  | Kleť                   | Z. Vávrová                                             |
| 6540 Stepling         | 1982 SL1     | 16 tháng 9 năm 1982  | Kleť                   | A. Mrkos                                               |
| 6541 Yuan             | 1984 DY      | 26 tháng 2 năm 1984  | La Silla               | H. Debehogne                                           |
| 6542 Jacquescousteau  | 1985 CH1     | 15 tháng 2 năm 1985  | Kleť                   | A. Mrkos                                               |
| 6543 Senna            | 1985 TP3     | 11 tháng 10 năm 1985 | Palomar                | C. S. Shoemaker, E. M. Shoemaker                       |
| 6544 Stevendick       | 1986 SD      | 29 tháng 9 năm 1986  | Kleť                   | Z. Vávrová                                             |
| 6545                  | 1986 TR6     | 5 tháng 10 năm 1986  | Piwnice                | M. Antal                                               |
| 6546 Kaye             | 1987 DY4     | 24 tháng 2 năm 1987  | Kleť                   | A. Mrkos                                               |
| 6547 Vasilkarazin     | 1987 RO3     | 2 tháng 9 năm 1987   | Nauchnij               | L. I. Chernykh                                         |
| 6548                  | 1988 BO4     | 22 tháng 1 năm 1988  | La Silla               | H. Debehogne                                           |
| 6549 Skryabin         | 1988 PX1     | 13 tháng 8 năm 1988  | Haute Provence         | E. W. Elst                                             |
| 6550 Parléř           | 1988 VO5     | 4 tháng 11 năm 1988  | Kleť                   | A. Mrkos                                               |
| 6551                  | 1988 XP      | 5 tháng 12 năm 1988  | Chiyoda                | T. Kojima                                              |
| 6552 Higginson        | 1989 GH      | 5 tháng 4 năm 1989   | Palomar                | E. F. Helin                                            |
| 6553 Seehaus          | 1989 GP6     | 5 tháng 4 năm 1989   | La Silla               | M. Geffert                                             |
| 6554 Takatsuguyoshida | 1989 UO1     | 28 tháng 10 năm 1989 | Kani                   | Y. Mizuno, T. Furuta                                   |
| 6555                  | 1989 UU1     | 29 tháng 10 năm 1989 | Chiyoda                | T. Kojima                                              |
| 6556 Arcimboldo       | 1989 YS6     | 29 tháng 12 năm 1989 | Kleť                   | A. Mrkos                                               |
| 6557 Yokonomura       | 1990 VR3     | 11 tháng 11 năm 1990 | Minami-Oda             | T. Nomura, K. Kawanishi                                |
| 6558 Norizuki         | 1991 GZ      | 14 tháng 4 năm 1991  | Kitami                 | K. Endate, K. Watanabe                                 |
| 6559 Nomura           | 1991 JP      | 3 tháng 5 năm 1991   | Minami-Oda             | M. Sugano, K. Kawanishi                                |
| 6560 Pravdo           | 1991 NP      | 9 tháng 7 năm 1991   | Palomar                | E. F. Helin                                            |
| 6561 Gruppetta        | 1991 TC4     | 10 tháng 10 năm 1991 | Palomar                | K. J. Lawrence                                         |
| 6562 Takoyaki         | 1991 VR3     | 9 tháng 11 năm 1991  | Kitami                 | M. Yanai, K. Watanabe                                  |
| 6563 Steinheim        | 1991 XZ5     | 11 tháng 12 năm 1991 | Tautenburg Observatory | F. Börngen                                             |
| 6564 Asher            | 1992 BB      | 25 tháng 1 năm 1992  | Siding Spring          | R. H. McNaught                                         |
| 6565 Reiji            | 1992 FT      | 23 tháng 3 năm 1992  | Kitami                 | K. Endate, K. Watanabe                                 |
| 6566 Shafter          | 1992 UB2     | 25 tháng 10 năm 1992 | Oohira                 | T. Urata                                               |
| 6567 Shigemasa        | 1992 WS      | 16 tháng 11 năm 1992 | Kitami                 | K. Endate, K. Watanabe                                 |
| 6568 Serendip         | 1993 DT      | 21 tháng 2 năm 1993  | Kushiro                | S. Ueda, H. Kaneda                                     |
| 6569 Ondaatje         | 1993 MO      | 22 tháng 6 năm 1993  | Palomar                | J. Mueller                                             |
| 6570 Tomohiro         | 1994 JO      | 6 tháng 5 năm 1994   | Kitami                 | K. Endate, K. Watanabe                                 |
| 6571 Sigmund          | 3027 P-L     | 24 tháng 9 năm 1960  | Palomar                | C. J. van Houten, I. van Houten-Groeneveld, T. Gehrels |
| 6572 Carson           | 1938 SX      | 22 tháng 9 năm 1938  | Turku                  | Y. Väisälä                                             |
| 6573 Magnitskij       | 1974 SK1     | 19 tháng 9 năm 1974  | Nauchnij               | L. I. Chernykh                                         |
| 6574 Gvishiani        | 1976 QE1     | 26 tháng 8 năm 1976  | Nauchnij               | N. S. Chernykh                                         |
| 6575 Slavov           | 1978 PJ2     | 8 tháng 8 năm 1978   | Nauchnij               | N. S. Chernykh                                         |
| 6576 Kievtech         | 1978 RK1     | 5 tháng 9 năm 1978   | Nauchnij               | N. S. Chernykh                                         |
| 6577                  | 1978 VB6     | 7 tháng 11 năm 1978  | Palomar                | E. F. Helin, S. J. Bus                                 |
| 6578 Zapesotskij      | 1980 TQ14    | 13 tháng 10 năm 1980 | Nauchnij               | T. M. Smirnova                                         |
| 6579 Benedix          | 1981 ES4     | 2 tháng 3 năm 1981   | Siding Spring          | S. J. Bus                                              |
| 6580 Philbland        | 1981 EW21    | 2 tháng 3 năm 1981   | Siding Spring          | S. J. Bus                                              |
| 6581 Sobers           | 1981 SO      | 22 tháng 9 năm 1981  | Kleť                   | A. Mrkos                                               |
| 6582 Flagsymphony     | 1981 VS      | 5 tháng 11 năm 1981  | Anderson Mesa          | E. Bowell                                              |
| 6583 Destinn          | 1984 DE      | 21 tháng 2 năm 1984  | Kleť                   | A. Mrkos                                               |
| 6584 Ludekpesek       | 1984 FK      | 31 tháng 3 năm 1984  | Anderson Mesa          | E. Bowell                                              |
| 6585 O'Keefe          | 1984 SR      | 16 tháng 9 năm 1984  | Palomar                | C. S. Shoemaker, E. M. Shoemaker                       |
| 6586 Seydler          | 1984 UK1     | 28 tháng 10 năm 1984 | Kleť                   | A. Mrkos                                               |
| 6587 Brassens         | 1984 WA4     | 27 tháng 11 năm 1984 | Caussols               | CERGA                                                  |
| 6588                  | 1985 RC4     | 10 tháng 9 năm 1985  | La Silla               | H. Debehogne                                           |
| 6589 Jankovich        | 1985 SL3     | 19 tháng 9 năm 1985  | Nauchnij               | N. S. Chernykh, L. I. Chernykh                         |
| 6590 Barolo           | 1985 TA2     | 15 tháng 10 năm 1985 | Anderson Mesa          | E. Bowell                                              |
| 6591 Sabinin          | 1986 RT5     | 7 tháng 9 năm 1986   | Nauchnij               | L. I. Chernykh                                         |
| 6592 Goya             | 1986 TB12    | 3 tháng 10 năm 1986  | Nauchnij               | L. G. Karachkina                                       |
| 6593                  | 1986 UV      | 28 tháng 10 năm 1986 | Kleť                   | Z. Vávrová                                             |
| 6594 Tasman           | 1987 MM1     | 25 tháng 6 năm 1987  | Kleť                   | A. Mrkos                                               |
| 6595 Munizbarreto     | 1987 QZ1     | 21 tháng 8 năm 1987  | La Silla               | E. W. Elst                                             |
| 6596 Bittner          | 1987 VC1     | 15 tháng 11 năm 1987 | Kleť                   | A. Mrkos                                               |
| 6597 Kreil            | 1988 AF1     | 9 tháng 1 năm 1988   | Kleť                   | A. Mrkos                                               |
| 6598 Modugno          | 1988 CL      | 13 tháng 2 năm 1988  | Bologna                | Osservatorio San Vittore                               |
| 6599 Tsuko            | 1988 PV      | 8 tháng 8 năm 1988   | Kitami                 | K. Endate, K. Watanabe                                 |
| 6600 Qwerty           | 1988 QW      | 17 tháng 8 năm 1988  | Kleť                   | A. Mrkos                                               |